# Aleksandr Dmitrijev
Aleksandr Dmitrijev (ur. 8 lutego 1982 w Tallinnie) – piłkarz estoński grający na pozycji defensywnego pomocnika. 

## Kariera klubowa
Karierę piłkarską Dmitrijev rozpoczął w wieku 16 lat w klubie Tallinna JK, ówczesnym klubie filialnym TVMK Tallinn. Do roku 2001 kursował pomiędzy tymi dwoma klubami, zaliczając 41 występów w Tallinna JK i 15 w TVMK Tallinn. W 2001 roku został zawodnikiem drugoligowego HÜJK Emmaste. Po pół roku gry w Emmaste wrócił do pierwszej ligi i został piłkarzem Levadii Tallinn. W 2002 roku wywalczył z Levadią wicemistrzostwo Estonii oraz zdobył pierwszy w karierze Puchar Estonii. W 2004 roku sięgnął z klubem z Tallinna po dublet. W latach 2005 i 2007 zdobył kolejne dwa krajowe puchary, a w latach 2006 i 2007 dwukrotnie z rzędu zostawał mistrzem Estonii.
W 2008 roku Dmitrijev odmówił przedłużenia kontraktu z Levadią. Niechciany w klubie przeszedł na zasadzie wypożyczenia do norweskiego Hønefoss BK, grającego w drugiej lidze norweskiej. Tam stał się podstawowym zawodnikiem, co doprowadziło do transferu definitywnego. W 2009 roku osiągnął swój pierwszy sukces z tym klubem, gdy wywalczył awans do Tippeligaen.
W 2011 roku Dmitrijev odszedł do rosyjskiego Urału Jekaterynburg. Następnie występował w zespołach Nioman Grodno, FK Homel, Levadia Tallinn, Infonet oraz Hønefoss BK, a w 2018 przeszedł do Flory.
| Sezon | Klub               | Kraj     | Rozgrywki        | Mecze | Bramki |
| ----- | ------------------ | -------- | ---------------- | ----- | ------ |
| 1999  | TVMK Tallinn       | Estonia  | Meistriliiga     | 8     | 0      |
| 2000  | TVMK Tallinn       | Estonia  | Meistriliiga     | 7     | 0      |
| 2001  | HÜJK Emmaste       | Estonia  | Esiliiga         | 14    | 3      |
| 2001  | Levadia Tallinn    | Estonia  | Meistriliiga     | 2     | 0      |
| 2002  | Levadia Tallinn    | Estonia  | Meistriliiga     | 26    | 2      |
| 2003  | Levadia Maardu     | Estonia  | Meistriliiga     | 22    | 1      |
| 2004  | Levadia Tallinn    | Estonia  | Meistriliiga     | 17    | 4      |
| 2005  | Levadia Tallinn    | Estonia  | Meistriliiga     | 19    | 2      |
| 2006  | Levadia Tallinn    | Estonia  | Meistriliiga     | 21    | 0      |
| 2007  | Levadia Tallinn    | Estonia  | Meistriliiga     | 28    | 0      |
| 2008  | Hønefoss BK        | Norwegia | Adeccoligaen     | 28    | 3      |
| 2009  | Hønefoss BK        | Norwegia | Adeccoligaen     | 26    | 3      |
| 2010  | Hønefoss BK        | Norwegia | Tippeligaen      | 22    | 1      |
| 2011  | Urał Jekaterynburg | Rosja    | Pierwyj diwizion | 16    | 0      |
| 2012  | Nioman Grodno      | Białoruś | Wyszejszaja liha | 9     | 0      |
| 2012  | FK Homel           | Białoruś | Wyszejszaja liha | 5     | 0      |
| 2013  | Levadia Tallinn    | Estonia  | Meistriliiga     | 22    | 0      |

## Kariera reprezentacyjna
W reprezentacji Estonii Dmitrijev zadebiutował 18 lutego 2004 roku w wygranym 1:0 towarzyskim spotkaniu z Maltą. W swojej karierze grał w eliminacjach do Mistrzostw Świata 2006, Euro 2008 i Mistrzostw Świata 2010.